# Egoísmo moral
El egoísmo moral, o egoísmo ético, es una doctrina ético filosófica que afirma que las personas deben tener la norma social ética de obrar para su propio interés, y que tal es la única forma moral de obrar.
Permite sin embargo de manera opcional realizar acciones que ayuden a otros con la finalidad de que ayudar nos repercuta en un beneficio propio, tomándolo como un medio para lograr algo provechoso para uno mismo. Afirma que la validez de una teoría pixar o praxis se encuentra en su aportación directa a la edificación positiva y responsable del yo o desarrollo personal. 
El egoísta moral se basa en la afirmación de sí mismo, que lo convierte en su propio soberano al volverlo consciente de su realidad moral y personal. La realidad es la de su propia existencia y su vivir en una realidad determinada. Está vinculado a la dimensión moral de formas de subjetivismo o solipsismo radical.

## Lógica privada y auto edificación
El sentido del yo y sus intereses solo pueden ser determinados o interpretados por el yo mismo; dentro de esta lógica se encuentra el principio de acción moral del egoísta. Frases como «lo personal es lo real» de Soren Kierkegaard o «mi causa es lo mío» de Max Stirner reflejan este criterio. La base para juzgar el beneficio propio es el nivel de edificación o desarrollo personal que produce a nivel material, intelectual y emocional.
La edificación de uno mismo es el resultado y el objetivo del ejercicio responsable de la soberanía individual cuando a través de ésta se logra autodeterminación y autorrealización. Esta actitud ética del egoísta moral ha sido explicada por medio de figuras identitarias como: el único o el subjetivo.

## Tipos de egoísmo moral
Se han identificado tres diferentes formulaciones del egoísmo ético o moral: 
- Individuales. Un egoísta ético individual celebraría que todas las personas deben hacer lo que les beneficia.
- Personales. Un egoísta ético personal afirma que él debe actuar según su propio interés, pero no hace aseveraciones acerca de lo que los demás deberían hacer.
- Universales. Un egoísta ético universal argumenta que todo el mundo debe actuar de una manera que sea en su propio interés.

Una filosofía que sostenga que se debe ser honesto, justo y benévolo, porque esas virtudes le sirven al beneficio propio es filosofía egoísta; sostener que esas virtudes deberían practicarse por razones que no sean de interés propio no es filosofía egoísta.

## Argumentos a favor del egoísmo ético
La mayoría de quienes apoyan el egoísmo ético piensan que la verdad es muy obvia y por lo tanto no se necesitan argumentos que lo comprueben.
Generalmente se usan tres líneas de razonamiento a su favor:
El argumento de que el altruismo es contraproducente.
- Los deseos y necesidades de los demás los conocemos imperfectamente, por lo tanto es probable que al tratar de ayudarlos con un fin altruista se les provoque un perjuicio.

El ofrecer caridad, es hacer a una persona dependiente de otra, decirle que no es capaz; en  lugar de agradecernos, se sentirá resentida por la ayuda ofrecida. Estar pendiente del bienestar de los demás es una invasión a su privacidad. Si cada persona se preocupara por sus propios intereses, habría una mejora en la sociedad. Como dice Robert G. Olson en su libro The Morality of self-interest(1965): «Es más probable que el individuo contribuya al mejoramiento social cuando procura racionalmente sus mejores intereses a largo plazo».
La ética del altruismo es algo destructivo para la sociedad.
- El altruismo provoca que se abandonen sueños, proyectos, etc. sacrificando la vida propia para ayudar a otras personas. Por lo tanto, en la ética del altruismo, la vida de un individuo o los intereses propios no tienen valor y se debe estar dispuesto a hacer un sacrificio para ayudar a otros. Sin embargo en el egoísmo ético cada persona debe velar por su propio bien; se le da un valor fundamental al individuo.

El egoísmo ético es compatible con la moral del sentido común.
- Consiste en obedecer ciertas reglas: cumplir promesas, no mentir, no dañar, etc. todos estos deberes u obligaciones derivan a un fin común, el interés propio. Aun así, algunos deberes y obligaciones pueden ir en contra del interés propio.

El principio del egoísmo ético conduce a una regla de oro del Principio de no agresión: «no debes hacer a los demás lo que no quieras que te hagan a ti; si lo haces, los demás muy probablemente te lo harán». Así, se deben seguir ciertas normas u obligaciones por las que no se debe dañar a otros para un fin o interés propio. Este razonamiento nos lleva a la siguiente situación: Si el egoísta ético estuviese en una posición tan ventajosa que le garantizase su propia seguridad ante los demás, nada le impediría hacer a estos lo que él no quisiera que le hicieran, por ello el egoísmo moral encaja dentro del relativismo cultural.

## Argumentos en contra del egoísmo ético
Se afirma que el egoísmo ético no puede resolver conflictos de interés. Kurt Baier, escritor del libro The Moral Point of View (1958) dice que el egoísmo ético no puede ser correcto porque no puede dar soluciones a los conflictos de interés. Es decir, si nosotros solo tomáramos en cuenta intereses propios, nunca aceptaríamos que estos quedaran arruinados, por lo tanto, no podría haber soluciones morales a problemas de intereses. Sin embargo y, como respuesta, los partidarios del egoísmo ético afirman que el acuerdo pacífico o negociación que permite solucionar un conflicto de interés, puede ser benéfico para todos los egoístas involucrados. Autores como David Gauthier, autor de La moral por acuerdo (Gedisa, Barcelona, 1994), responden a las críticas contra el egoísmo moral afirmando que la solución de conflictos de interés puede explicarse por interés.
El dilema del prisionero, en teoría de juegos, muestra que aun cuando las actitudes cooperativas puedan suponer un sacrificio inmediato de intereses individuales, a largo plazo la cooperación beneficia a todas las partes en juego. Los egoístas éticos responden a esto diciendo que esto resulta ser un egoísmo sociocentrista, que denominamos colusión.[cita requerida]
El egoísmo ético en lo individual dice:
(A1) “Debemos actuar de manera racional”.
(A2) “Lo racional es mirar siempre por el propio interés”.
(A3) Como (A1) y (A2) es verdadero entonces “Debemos mirar siempre por el propio interés”.
y añaden "egoísmo ético" (realmente es altruismo) en lo social:
(A4) “Aunque el altruismo fuera lo correcto, no estamos familiarizados con los deseos y necesidades de los demás, por lo tanto, si les ayudamos nos entrometeremos en sus vidas y les haremos más mal que bien”.
(A5) “Aunque al ayudar a los demás les hagamos bien les estamos degradando, robándoles su dignidad y su respeto propio; les estamos diciendo que no son competentes para cuidarse a sí mismos”.
(A6) Como (A3) y (A4) y (A5) es verdadero entonces “Debemos rechazar las políticas que velan por los intereses de otros, pues cuando cada uno mira su propio interés es más probable que contribuya al mejoramiento social”.
(A7) Como (A6) es verdadero entonces “Debemos promover una sociedad egoísta”.